# Asag
Asag var i sumerisk mytologi en demon som förknippades med sjukdom. Han beskrivs som så gräslig att hans närvaro fick fisken att koka levande i floderna. I strid åtföljdes han av en armé av stendemoner som han avlat med bergen. Asag blev senare förgjord av solguden Ninurta.